# 瑞奇·罗塞略
里卡多·安東尼歐·“瑞奇”·羅塞略·內瓦雷斯（西班牙語：Ricardo Antonio "Ricky" Rosselló Nevares，1979年3月7日—）是波多黎各的一位政治人物。他是新進步黨的總裁。同时也是民主黨党员。2016年当选波多黎各第12任总督（2017-2021）。 他本科毕业于麻省理工大学的生物医学工程系，之后又获得密歇根大学的生物医学工程博士学位。他的父亲佩德罗·罗塞略是波多黎各第7任总督。

## 爭議
2019年7月，羅塞略在telegram的群組聊天記錄遭到洩露。羅塞略在群組內和好友用粗俗語言侮辱他人、發表反同性戀言論，歧視女性甚至嘲諷瑪利亞飓风灾民。波多黎各人民對洩露的聊天記錄內容非常不滿，舉行示威遊行要求羅塞略下台。7月24日，羅塞略宣佈辭職。